# Emmelia
Acropserotarache é um gênero de traça pertencente à família Arctiidae.